# Standbild des Landgrafen Friedrich II.

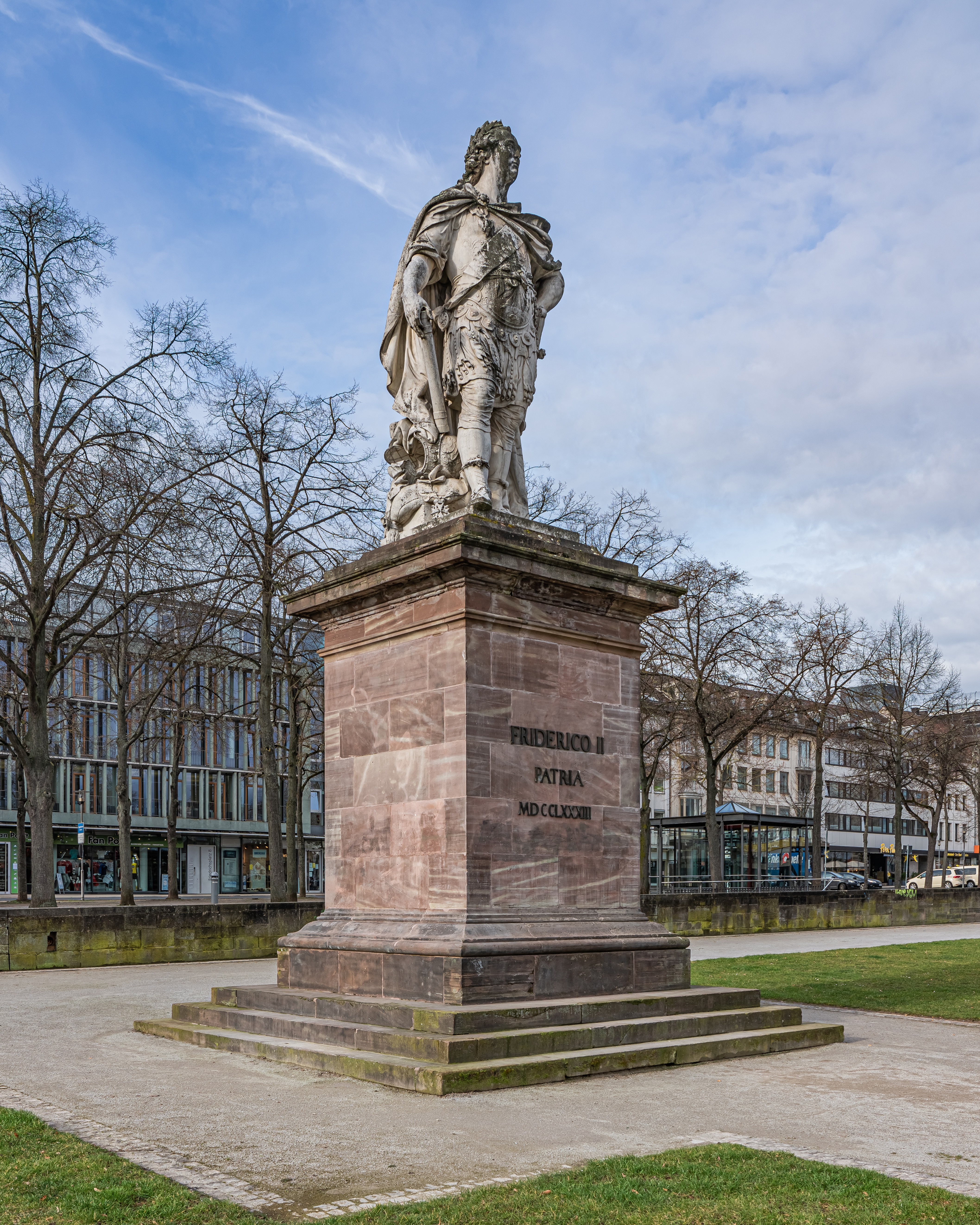
Seit 1783 blickte Friedrich in verschiedene Richtungen über den Friedrichsplatz

Das Standbild des Landgrafen Friedrich II. ist eine monumentale Marmorskulptur auf dem Kasseler Friedrichsplatz. Das 1776 begonnene Kunstwerk zeigt den Landgrafen Friedrich II. von Hessen-Kassel. Es ist die letzte Arbeit von Johann August Nahl dem Älteren und wurde nach dessen Tod von seinem Sohn Samuel Nahl bis 1783 vollendet. Die Statue steht als Kulturdenkmal unter Denkmalschutz.

## Beschreibung

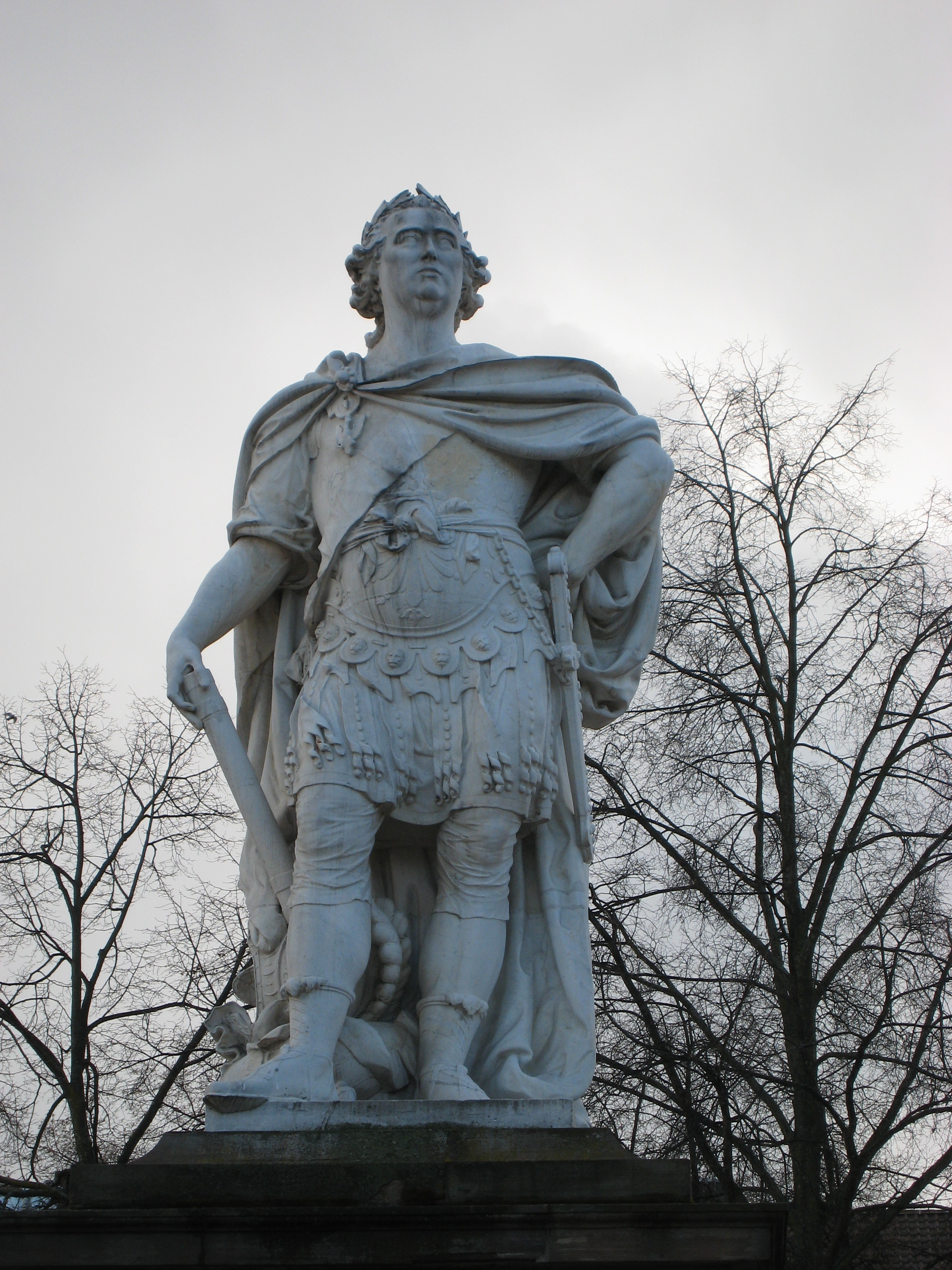
Halb römischer Imperator, halb zeitgenössischer Regent

Das Standbild zeigt den Herrscher aufrecht stehend und das rechte Bein leicht vorangestellt. Der mit einem Lorbeerkranz bekrönte Kopf ist ein wenig nach links gewandt. Die rechte Hand stützt sich auf einem Marschallstab ab. An der rechten Hüfte ist ein Schwert befestigt. Gekleidet ist der naturalistisch dargestellte Körper in einem Kostüm, das an einen römischen Imperator erinnert. Der über dem Bauch geknotete Stoffgürtel und der opulent bis in die Sockelzone hinabreichende Mantel entspricht eher einer barocken Gewandfigur. An der Schließe des Mantels ist der englische Hosenbandorden angebracht und an einer breiten Schulterschärpe der preußische schwarze Adlerorden. Auf einem Kissen zu seinen Füßen liegen die von ihm gestifteten Orden Pour la vertu militaire und der Hausorden vom Goldenen Löwen. Neben dem Kissen befinden sich unter anderem ein Helm und ein Harnisch. Johann Georg Meusel beschreibt die Skulptur ausführlich. Er stört sich an der Vermischung von antikem Kostüm und modernem Mantel.

„Von den Schultern des Landgrafen fallt rückwärts ein Mantel herab, der sich in grossen und schöngeworffenen Falten auf dem Boden bricht. Die Nothwendigkeit, der Figur untenher mehr Masse zu geben, erforderte dies, und sie erhält überdem dadurch die schöne Pyramidalform, die man an den besten antiken Statuen bemerkt. Auch ist die Gruppe so geschmackvoll, daß der Blick mit Vergnügen den ungezwungenen Faltenbrüchen folget. Gleichwohl ist dieser Mantel das Einzige an der Statue, wo die strenge Kritik wohl um Erlaubnis bitten möchte, eine kleine Anmerkung zu machen. Mich dünkt, daß, wenn man aus allegorischen oder pittoresken Gründen eine Person in griechischer oder römischer Tracht vorstellen will, man zwar in Nebendingen, nur nicht in einem der Haupttheile, von dem Kostüm dieser Völker abgehen dürfe. Ein solcher Haupttheil war bey den Alten unstreitig der Mantel. Sie hatten verschiedene Arten desselben, deren jede ihre besondere Benennung hatte; keine derselben aber war von solcher Länge, daß sie, wie die neuern Purpurmantel, sich auf dem Boden in grossen Falten brechen konnte.“

Die Skulptur besteht aus fünf einzelnen Blöcken aus Carrara-Marmor, von denen drei den Körper sowie je einer den Kopf und den rechten Arm bilden. Die Höhe wird in der Literatur mit 15 Fuß angegeben, was etwa 4 Meter 32 entspricht. Der ursprüngliche 22 Fuß (6,34 Meter) hohe Sockel war mit graugrünlichem Marmor verkleidet und trug die Aufschrift: „FRIDERICO II. PATRIA MDCCLXXXIII“. Das Gewicht der Skulptur beträgt 16,5 Tonnen.

## Geschichte
Die hessischen Landesstände beauftragten in der ersten Hälfte der 1770er Jahre Nahl mit der Anfertigung eines Denkmals des Landesherrn. Für dieses Unterfangen wurden 20.000 Taler bereitgestellt. Alois Holtmeyer nimmt einen Planungsbeginn im Jahr 1771 an, wobei es sich aber um eine Verwechslung mit Verhandlungen über die Ausführung von Standbildern für die verstorbenen Landgrafen Friedrich I. und Wilhelm VIII. handeln könnte. Keines dieser Projekte wurde realisiert. Stattdessen wurde 1775 in Carrara Marmor für das Standbild Friedrichs II. bezogen. Über die Hälfte der Kosten für das Projekt waren für Material und Transport vorgesehen. Als Standort wurde der Friedrichsplatz gewählt, der zusammen mit dem damals im Bau befindlichen Fridericianum den Mittelpunkt der städtebaulichen Erneuerung der Residenzstadt durch Friedrich II. bildete.

### Vorbilder und Entwürfe

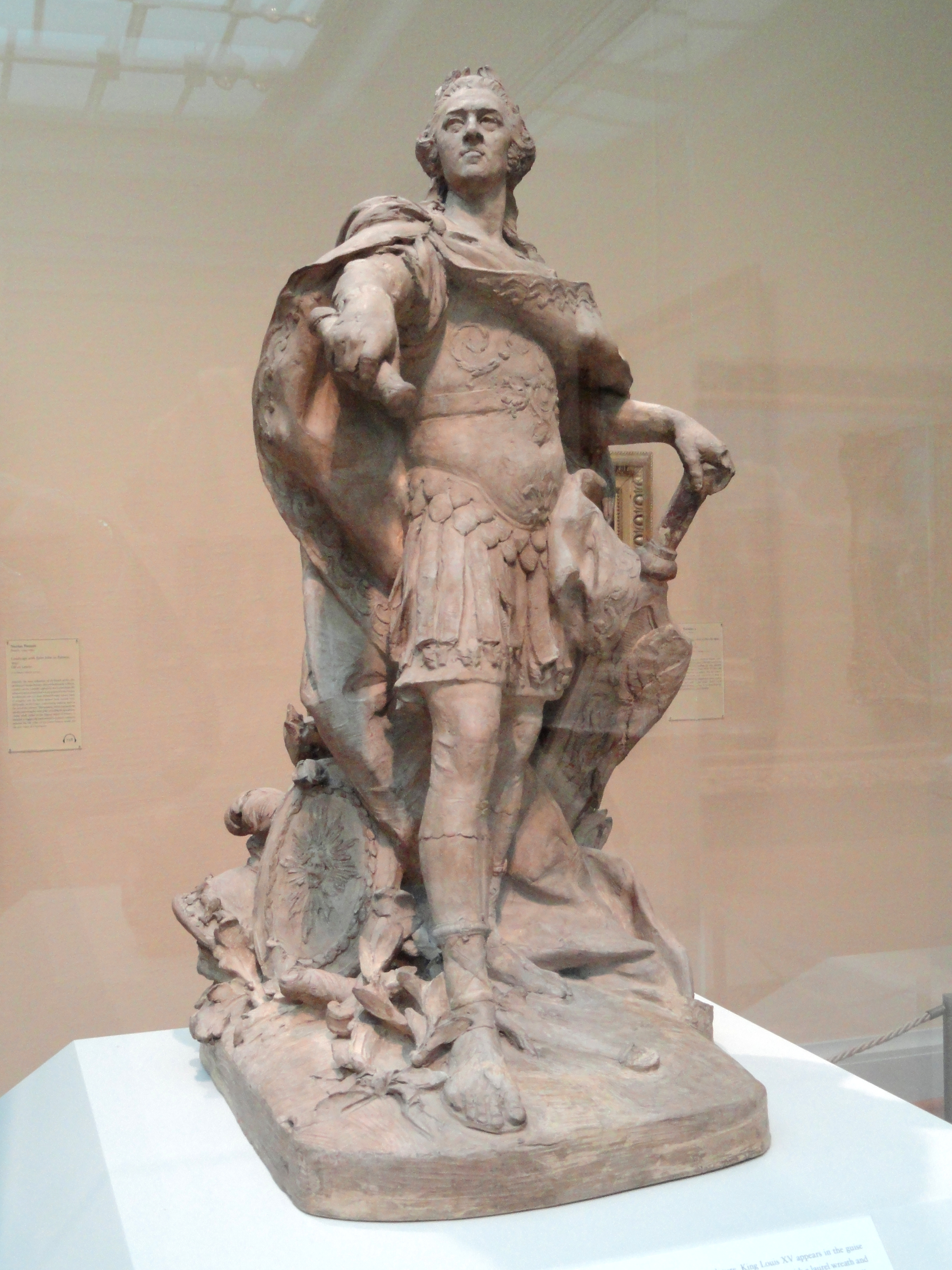
Ein Modell von Jean-Baptiste Lemoyne für ein Denkmal Ludwigs XV.

In der Sammlung der Neuen Galerie in Kassel haben sich vier Modelle, bzw. Entwürfe aus Ton und Gips für das Denkmal erhalten. Eines davon wird als Alternativvorschlag bezeichnet, es zeigt Friedrich II. als auf einem Thron sitzenden Herrscher, wohingegen die drei restlichen Varianten der ausgeführten Statue darstellen. Aus eigener Anschauung kannte Nahl zahlreiche Standbilder des französischen Königs Ludwig XV., welche in der Literatur als stilistische Vorbilder angeführt werden. Beispielsweise die in der Französischen Revolution untergegangenen Denkmäler in Rennes und Nancy gelten als direkte Vorbilder. Auch war in der fürstlichen Bibliothek im Kasseler Marstall Pierre Pattes Tafelwerk „Monumens érigés en France à la gloire de Louis XV.“ von 1765 vorhanden.

### Ausführung
Die Steinblöcke wurden aus Italien nach Bremen verschifft, von dort über die Weser nach Karlshafen gebracht. In Karlshafen wurden die Steinblöcke von Nahl und seinem Sohn bereits sechs Monate bearbeitet, um den Landtransport zu vereinfachen. Dennoch mussten für den drei Wochen langen Transport 30 bis 40 Pferde vorgespannt werden. 1777 wurde das Postament auf dem Friedrichsplatz aufgebaut und die Marmorblöcke im Mai des Jahres 1778 aufgerichtet. Bis zur Enthüllung der Statue war der Bauplatz von einem Bretterverschlag umgeben. Der hochbetagte Johann August Nahl der Ältere war in seinen letzten Lebensjahren an Gicht erkrankt und ließ sich morgens in einer Sänfte von seinem nahegelegenen Wohnhaus zur Baustelle tragen. Am 16. September 1779 besuchte Johann Wolfgang von Goethe zusammen mit Herzog Carl August den Künstler auf der Baustelle.
Für die Inschrift auf dem Sockel wurden auf Verlangen des Erbmarschalls Georg Ludwig Riedesel mehrere Vorschläge gemacht. Die von Gohr, Casparson, Heyne und der Universität Marburg eingereichten Vorschläge erwiesen sich als zu langatmig, sodass der unaufgefordert eingereichte Vorschlag „FRIDERICO II. PATRIA MDCCLXXXIII“ (Friedrich dem Zweiten, das Vaterland) von Johann Matthäus Hassencamp umgesetzt wurde. Nachdem Nahl der Ältere im Herbst 1781 gestorben war, vollendete sein Sohn Samuel das Standbild.

### Enthüllung

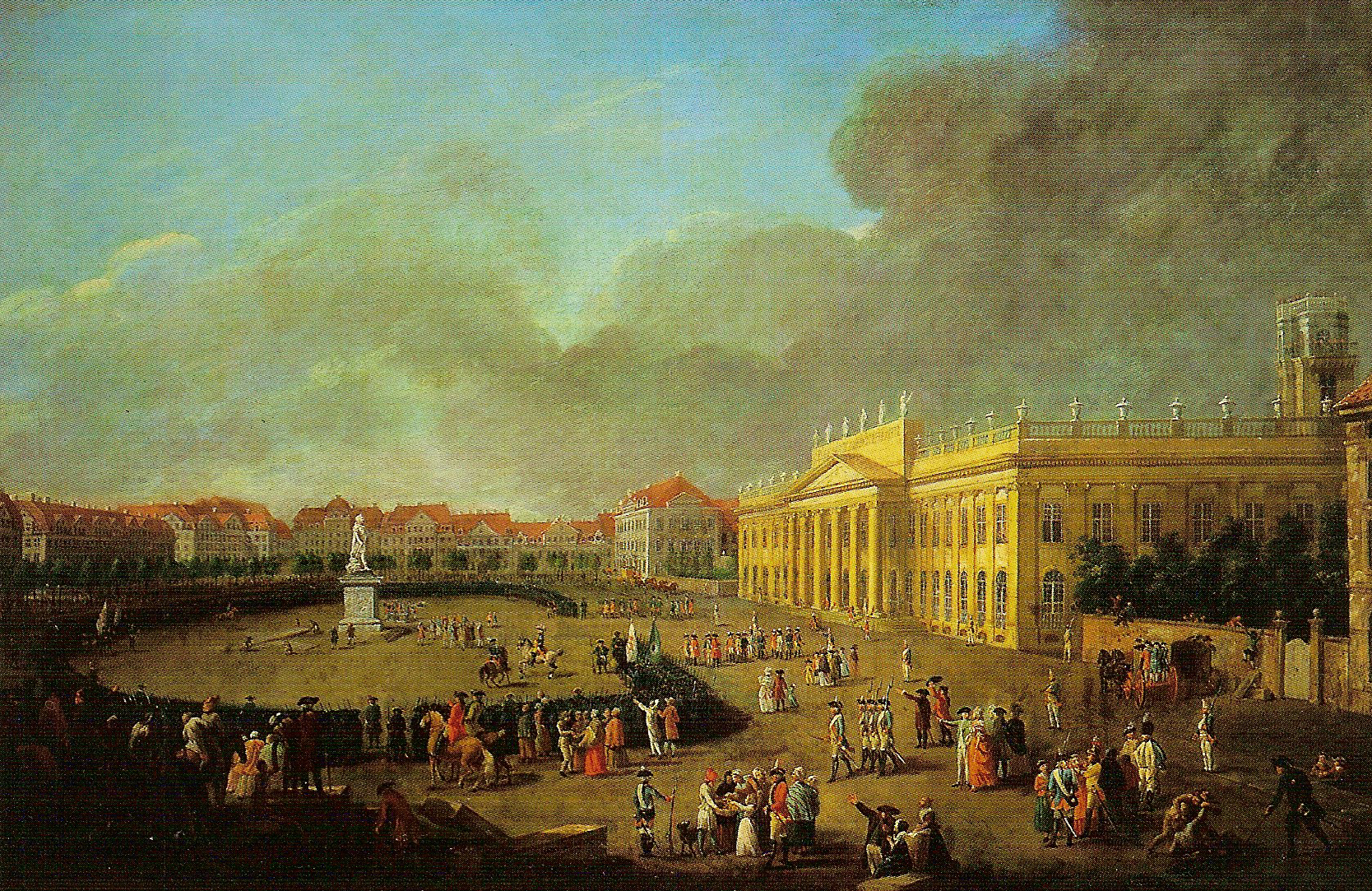
Am 14. August 1783 wurde das Denkmal enthüllt. Gemälde von Johann Heinrich Tischbein dem Älteren

Das Denkmal wurde am 14. August 1783 enthüllt, dem 63. Geburtstag des Geehrten. Friedrich selbst war an dem Tag nicht anwesend, sondern verbrachte ihn auf seinem Landsitz Kloster Haydau. In seiner Vertretung erschien seine zweite Ehefrau Philippine, deren Ehe als nicht sonderlich eng verbunden geschildert wird. Anwesend waren neben zahlreichen Schaulustigen, der Hof der Landgräfin, die Landstände, die Dozenten des Collegiums Carolinum und das Militär der Garnisonstadt Kassel. Erbmarschall Riedesel hielt eine Rede, die von Georg Forster geschrieben wurde. Bereits die ersten Zeilen der Rede verraten den schmeichelhaften Charakter der Worte.

„Unvergesslich ist der Tag uns immer, der unsern Wünschen den geliebtesten und huldreichsten Fürsten gab: doppelt heilig aber wird uns heute seine Feyer, denn heut errichtet Hessen seinem Friederich ein Denkmal der Liebe und der Dankbarkeit. Friederich, dessen Name jedem seiner Unterthanen mit Wohlthaten ins Herz gezeichnet ist; Friederich, unser Stolz und unsere Wonne, vergönnt es seinem gerührten Volke, Ihm an diesem glücklichsten der Tage Sein eigenes Bild, zum Opfer der innigsten Verehrung zu weihn. Mit den Zügen des erhabensten Fürsten verewigt dieser Marmor zugleich seine Huld und Vaterlandsliebe, und unser frohes reines Gegengefühl. Wohlthaten, des glorreichsten Regenten würdig, uns selbst und unsern Enkeln ein reicher Quell der Zufriedenheit und des häuslichen Glückes, Friederichs Wohlthaten sind es, die heute Seinen guten Hessen an das Herz dringen, und dort für Ihn zu heissen Segenswünschen werden.“

Am selben Tag gab es eine Festtafel in der Karlsaue, eine Vorstellung im Opernhaus und die Bürger der Stadt beleuchteten ihre Häuser festlich.

### Rezeption und Standort
Durch seine Aufstellung bildete die niedrige Bebauung der Oberneustadt den Hintergrund des Denkmals, welchen die Skulptur überragte. Bereits Zeitgenossen merkten an, dass die Statue in ihrer Ausrichtung auf das Museum ungünstig aufgestellt sei.

„Sie richtet den Blick nach dem Museum hin; wann aber nach Maaßgabe ähnlicher richtig ist, daß eine solche Statue einen Hintergrund haben muß, von welchem sie gleichsam ausgeht, so stünde sie umgewandt freilich besser.“

Von 1818 bis 1940 blickte Friedrich nach Südwesten. Aufnahme um 1895

In der Zeit des Königreichs Westphalen (von 1807 bis 1813) wurde unter König Jérôme das Denkmal abgebaut und in einem Stall neben der Post am Königsplatz eingelagert.
Als Kurfürst Wilhelm I. nach seiner Rückkehr aus dem Exil, das Standbild seines Vaters wieder errichten ließ, wurde es um 180 Grad gedreht und der monumentale Portikus des Museums bildete den Hintergrund. Friedrich II. blickte nun nach Südwesten, was landläufig zur Annahme führte, dass er den fliehenden Franzosen nachblicken würde. Das originale Postament war verloren, da die Marmorverkleidung durch Auguste Grandjean de Montigny für den Fußboden des neuen Ständesaals im Fridericianum benutzt wurde. An seiner Stelle errichtete 1817/18 Jussow einen neuen Sockel aus Sandstein, auf dessen Rückseite die Inschrift: „Guilielmus I. Elector / statuam Patris / a sua sede / ab hostibus avulsam / reponi fecit / MDCCCXVIII“ (Kurfürst Wilhelm I. ließ 1818 die von den Feinden von ihrem Platze entfernte Bildsäule seines Vaters wieder aufstellen) sich befand. In den 1820er Jahren wurde eine eiserne Einfriedung nach Entwürfen von Julius Eugen Ruhl ergänzt.
Nach dem Ende des Ersten Weltkriegs, wurden Stimmen in der Lokalpresse laut, die die Entfernung des Denkmals forderten. Dabei wurde auf die umstrittene Rolle des hessischen Landesfürsten im amerikanischen Unabhängigkeitskrieg verwiesen. Das als „Monument der Schmach“ bezeichnete Standbild wurde aber nicht gegen ein vorgeschlagenes Denkmal der „Freiheit, Gleichheit und Brüderlichkeit“ ersetzt.
Im Herbst 1940 wurde das Denkmal demontiert und in Einzelteilen im Hof des Museums Fridericianum vergraben, um es vor Beschädigungen im Zweiten Weltkrieg zu schützen. Nach dem Krieg wurde das Denkmal im April 1955 auf dem Friedrichsplatz wieder aufgestellt. Der damalige Leiter des Hochbauamtes Werner Noell berichtete 1985, dass eine Aufstellung am ursprünglichen Standort nicht mehr gewollt war. Über die verschiedenen Vorschläge für einen Standort schrieb er:

„Den ersten in der Mitte des Platzes, so wie er einst stand. Er wurde direkt abgelehnt. Einmal aus politischen Gründen, denn wir leben nicht mehr in der Barockzeit, wo der Herrscher als Mittelpunkt präsentieren will. Außerdem störte die protzige Aufstellung in der Mitte des Platzes die freie Sicht in die Landschaft.“

Bis heute steht es, wieder mit dem Gesicht dem Fridericianum zugewendet, aus der mittleren Längsachse nach hinten herausgerückt. Am ursprünglichen Standort des Denkmals befindet sich seit 1977 der vertikale Erdkilometer von Walter De Maria. Lediglich für den Bau der Tiefgarage unter dem Platz wurde es 1995 noch einmal abgebaut und anschließend wieder an derselben Stelle aufgestellt.